# Czarny Wrzesień
Czarny Wrzesień – wojna domowa  w Jordanii pomiędzy królem Husajnem i rządem Jordanii a radykalnymi palestyńskimi organizacjami zbrojnymi trwająca od  września 1970 do lipca 1971 roku.
Początkiem wojny domowej było ogłoszenie przez Ludowy Front Wyzwolenia Palestyny powstania wyzwolonego terytorium palestyńskiego w północnej Jordanii 17 września 1970. Antyrządowe wystąpienie Palestyńczyków zostało stłumione przez wojsko jordańskie. W obronie Palestyńczyków interweniowała Syria, jednak na skutek wewnętrznych sporów w rządzącej nią partii Baas interwencja ta zakończyła się klęską. 27 września 1970 król Husajn i przewodniczący Organizacji Wyzwolenia Palestyny Jasir Arafat podpisali zawieszenie broni, wypracowane na szczycie państw arabskich w Kairze dzięki mediacji prezydenta Egiptu Gamala Abdel Nasera. Gdy jednak ten zmarł dzień po zawarciu porozumienia, Husajn postanowił ostatecznie zlikwidować ruch palestyński w Jordanii. Walki wewnętrzne zakończyły się w lipcu 1971 całkowitą klęską palestyńskich partyzantów, którzy wycofali się do Libanu i Syrii.

## Tło wydarzeń

### Palestyńczycy w Jordanii
Po I wojnie izraelsko-arabskiej Zachodni Brzeg Jordanu znalazł się w granicach Transjordanii. Na terytorium tym znajdowało się wówczas według różnych szacunków od 700 tys. do 720 tys. mieszkańców, z czego od 300 tys. do 500 tys. stanowili Arabowie wypędzeni z pozostałej części Palestyny, zaś blisko połowa straciła podczas wojny cały majątek. W 1950 Palestyńczycy stanowili 2/3 mieszkańców całej Jordanii i zdominowali ludność miejską, masowo przenosząc się do niewielkich dotąd jordańskich miast z obozów dla uchodźców. Jordania była w dodatku państwem młodym, które ogłosiło niepodległość w 1946, a wśród jej mieszkańców dominowali koczownicy i chłopi. Proces konsolidacji jordańskiego społeczeństwa został dopiero niedawno zapoczątkowany przez panującego w kraju króla Abd Allaha, dawniej emira Transjordanii. Palestyńczycy byli przeciętnie lepiej wykształceni niż Jordańczycy, co ułatwiło im zdominowanie jordańskiego szkolnictwa, handlu i gospodarki. Mieli również większe, praktycznie nieznane mieszkańcom Jordanii doświadczenia polityczne: tworzyli już wcześniej partie, wielu brało udział w walkach z dominacją brytyjską lub walczyło z osadnikami żydowskimi. Nie byli skłonni do łatwego zaakceptowania zwierzchnictwa monarchii haszymickiej, tym bardziej, że popularne były wśród nich idee panarabskie. Król Abd Allah postrzegany był przez Palestyńczyków jako jeden ze sprawców klęski Arabów w walce z Izraelem. Podejrzewano go o świadome doprowadzenie do niekorzystnego dla krajów arabskich zakończenia wojny w porozumieniu z Wielką Brytanią.
Czyniąc starania o konsolidację społeczeństwa i ukształtowanie jednego narodu jordańskiego, Abd Allah nie brał pod uwagę odrębnej tożsamości Palestyńczyków. Dążył do asymilacji mieszkańców Zachodniego Brzegu, ignorując fakt, że większość z nich, zwłaszcza ci, którzy nie opuścili obozów dla uchodźców, nadal liczyła na powrót do dawnych miejsc zamieszkania. Abd Allah zabronił posługiwania się nazwą Palestyna, utrudniał tworzenie palestyńskich instytucji, państwo faworyzowało rdzennych Jordańczyków w dostępie do stanowisk publicznych. Efekty asymilacji Palestyńczyków były niewielkie. Stąd do końca swoich rządów Abd Allah musiał utrzymywać równowagę między nieprowokowaniem Izraela a przekonywaniem Palestyńczyków, że jest w rzeczywistości zwolennikiem ich dążeń niepodległościowych.

### Rozwój palestyńskich formacji zbrojnych
W latach 50. XX wieku wśród palestyńskich uchodźców w Jordanii ukształtowały się organizacje niepodległościowe: Al-Fatah (Palestyński Ruch Wyzwolenia Narodowego) i Ruch Arabskich Nacjonalistów George’a Habasza, który był początkowo organizacją panarabską i dopiero po wojnie sześciodniowej, gdy panarabizm stracił dotychczasową popularność, przekształcił się w Ludowy Front Wyzwolenia Palestyny o profilu narodowym.
Od początku przynależności Zachodniego Brzegu do Jordanii Palestyńczycy tworzyli zbrojne oddziały, które następnie dokonywały na terytorium Izraela aktów dywersji, atakowały pojazdy, posterunki wojskowe lub kibuce. Intensywność palestyńskich ataków na Izrael wzrosła po utworzeniu Al-Fatahu. Swoje oddziały (Armię Wyzwolenia Palestyny) od początku posiadała również utworzona w 1964 Organizacja Wyzwolenia Palestyny. Skutki działań militarnych Palestyńczyków były znikome.
Panujący od 1952 król Jordanii Husajn ibn Talal prowadził w stosunku do Palestyńczyków politykę podobną, co jego ojciec. Zamierzał integrować Palestyńczyków z ogółem społeczeństwa Jordanii, zdając sobie sprawę z faktu, że nie będzie w stanie zrealizować jej oczekiwań w zakresie powrotu na ziemie zajmowane przed 1949. Husajn manifestacyjnie deklarował wrogość wobec Izraela i sympatię dla tych państw arabskich, które określały się jako antyamerykańskie. Równocześnie utrzymywał w mocy sojusz z USA (nieformalny) i Wielką Brytanią. Ten dwuznaczny kurs miał zapewnić przetrwanie wciąż niepewnej monarchii haszymickiej. W lutym 1960 Husajn nadał wszystkim Palestyńczykom obywatelstwo Jordanii, zakazując równocześnie posługiwania się nazwą „Palestyna” i manifestowania różnic między Palestyńczykami a Jordańczykami. Do 1967 król Husajn rywalizował o wpływy na ruch palestyński z prezydentem Egiptu Gamalem Abdel Naserem, który był wówczas bardziej popularny wśród Palestyńczyków niż jakikolwiek polityk palestyński. Palestyńczycy wierzyli w antyizraelską retorykę prezydenta Egiptu i jego zapewnienia o możliwości budowy niepodległej Palestyny. W rzeczywistości Abdel Naser zwiększył w 1963 zainteresowanie sprawą palestyńską, gdyż proklamowana w tym samym roku unia Egiptu z Irakiem i Syrią okazała się fikcją. Media egipskie zaprzestały atakowania jordańskiej monarchii - w zamian za to król Husajn zgodził się, by na terytorium jego kraju ukształtował się niezależny ruch palestyński. Rezultatem tych uzgodnień było utworzenie w Kairze Organizacji Wyzwolenia Palestyny, której bazą wypadową uczyniono Jordanię, a przewodniczącym – Ahmada asz-Szukajriego. Zastrzeżono również, że w razie konfliktów między władzami jordańskimi a formacjami palestyńskimi mediatorem będzie Abdel Naser, co faktycznie dawało mu możliwość ingerowania w sprawy wewnętrzne Jordanii. Początkowo jednak współpraca asz-Szukajriego z królem Husajnem układała się pomyślnie, a monarcha zaczął być akceptowany przez Palestyńczyków.

### Faktyczna autonomia palestyńska w Jordanii
Organizacja Wyzwolenia Palestyny natychmiast po powstaniu przystąpiła do rozbudowy swoich struktur wojskowych i cywilnych na terenach jordańskich zamieszkiwanych przez Palestyńczyków. Tworzyła własne urzędy, znakowane palestyńskimi flagami, obłożyła ludność dodatkowym podatkiem. Bez przeszkód mógł również działać w Jordanii Al-Fatah, który od 1965 szybko zdobywał coraz większe poparcie. Równocześnie swoje wpływy wśród Palestyńczyków starały się na mniejszą skalę budować Irak i Syria. Z ich inspiracji powstały kolejne ugrupowania polityczno-wojskowe, odpowiednio Arabski Front Wyzwolenia oraz As-Sa’ika.
Z czasem OWP wysuwała pod adresem króla Husajna coraz dalej idące postulaty, co powodowało niesnaski w ich wzajemnych relacjach. W lutym 1965 Husajn mianował premierem Wasfiego at-Talla, przeciwnika naseryzmu, usuwając z tego stanowiska sympatyzującego z Egiptem Bahdżata at-Talhuniego. At-Tall odrzucił żądania asz-Szukajriego, który domagał się obłożenia wszystkich zatrudnianych przez państwo rdzennych Jordańczyków pięcioprocentowym podatkiem na rzecz formacji palestyńskich, a także otwarcia w Ammanie oficjalnego centrum OWP. Egipska mediacja nie przyniosła efektów (od końca 1965 oficjalna propaganda tego kraju ponownie przybrała oblicze antyjordańskie), stosunki między OWP a królem nadal się pogarszały, a sympatie Palestyńczyków w tym sporze były po stronie ich organizacji. Na załamywanie się dobrych relacji między organizacją a państwem jordańskim miały również wpływ antyizraelskie działania zbrojne Palestyńczyków, które pociągały za sobą izraelskie ataki odwetowe. W takich okolicznościach 13 listopada 1966 wojska izraelskie weszły do wsi As-Samu na Zachodnim Brzegu, zabijając znaczną liczbę cywilów oraz kilkunastu żołnierzy jordańskich. Władze Jordanii zaczęły obawiać się, że Izrael może wkroczyć na cały Zachodni Brzeg; Jordania nie byłaby w stanie obronić tego terytorium. Po wydarzeniach w As-Samu w miastach Zachodniego Brzegu ponownie wybuchły antyrządowe zamieszki, których palestyńscy uczestnicy żądali, by władzę w tym regionie oddać przedstawicielom OWP. Bardziej radykalni żądali nawet, by Husajn abdykował. Wystąpienia zostały stłumione, a w lutym 1967 Jordania i Egipt przestały utrzymywać stosunki dyplomatyczne.

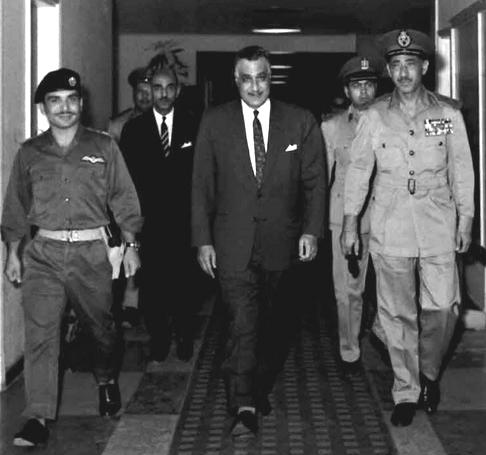
Król Husajn, Gamal Abdel Naser i marszałek Egiptu Abd al-Hakim Amir przed podpisaniem jordańsko-egipskiego porozumienia o wspólnej obronie

Wiosną 1967 Husajn dokonał jednak kolejnego zwrotu w polityce zagranicznej. 21 maja zaproponował Abdel Naserowi zawarcie sojuszu, a 30 maja podpisał w Kairze „Porozumienie o wspólnej obronie”, które nie tylko zapowiadało wspólną walkę obu państw z Izraelem, ale także podporządkowywało siły jordańskie egipskiemu dowództwu. Król zamierzał w ten sposób odzyskać popularność wśród Palestyńczyków (którzy oczekiwali nowej wojny z Izraelem z nadzieją i optymizmem), a także przeciwdziałać spodziewanej inwazji izraelskiej na Zachodni Brzeg. Wojna sześciodniowa (5-10 czerwca 1967) zakończyła się jednak całkowitą klęską Arabów. Siły jordańskie zostały rozbite, a Zachodni Brzeg 8 czerwca opanowany przez przeciwników.

### Palestyńczycy wobec Jordanii po wojnie sześciodniowej
Celem Jordanii po wojnie sześciodniowej było odzyskanie Zachodniego Brzegu (państwo nie uznało faktycznej utraty tego terytorium), toteż organizacjom palestyńskimi ponownie pozwolono na aktywną działalność, w tym na utworzenie obozów w dolinie Jordanu i wznowienie antyizraelskich akcji zbrojnych.
Przebieg wojny sześciodniowej sprawił jednak, że działacze palestyńscy doszli do przekonania, że powstanie niepodległej Palestyny będzie możliwe jedynie drogą „wojny ludowej” - samodzielnych działań partyzanckich. Zamierzali prowadzić w pełni niezależne działania zbrojne mimo faktu, że ich organizacje były zależne od ich materialnego wsparcia. Dopuścili także możliwość atakowania krajów, które ich gościły, jeśli uznali to za korzystne dla własnych celów.
Do końca 1967 i w 1968 Palestyńczycy, atakując Izrael, nadal jednak współpracowali z wojskami jordańskimi. 21 marca 1968 jordańska artyleria uratowała od rozbicia główny obóz Al-Fatah w Al-Karamie, co palestyńska propaganda ukazywała następnie jako zwycięską bitwę, w której główną rolę przypisano partyzantom; to oni rzekomo mieli przyjść z pomocą nieudolnie walczącym Jordańczykom. W ciągu kolejnych miesięcy zbrojne formacje palestyńskie przyciągnęły kilkanaście tysięcy ochotników.

### Antykrólewskie wystąpienie Palestyńczyków

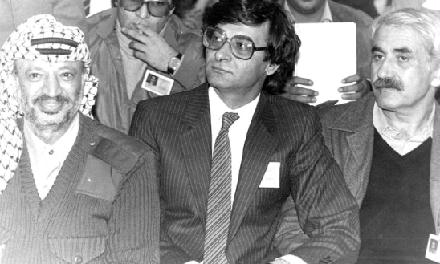
Jasir Arafat (przywódca Organizacji Wyzwolenia Palestyny, Mahmud Darwisz (działacz OWP i palestyński poeta) i George Habasz (twórca Ludowego Frontu Wyzwolenia Palestyny)

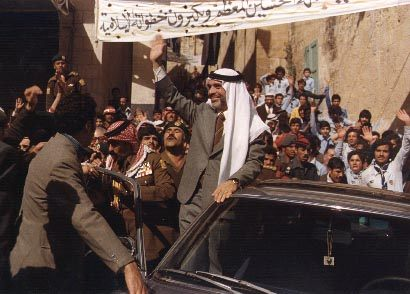
Król Jordanii Husajn

Palestyńskie organizacje, uzyskujące bezpośrednią pomoc z ZSRR, zaczęły ulegać coraz większej radykalizacji w duchu lewicowym. Ich przywódcy doszli również do przekonania, że monarchia jordańska jest słaba i może zostać łatwo obalona. Niektórzy, jak George Habasz, twierdzili wprost, że walka z Haszymitami jest obowiązkiem Palestyńczyków tak samo, jak dążenie do zniszczenia Izraela. W listopadzie 1968 doszło do pierwszych starć między oddziałami armii jordańskiej a formacjami palestyńskimi. Napięcia jordańsko-palestyńskie podsycała Syria, rządzona od 1963 przez socjalistyczną partię Baas.
Król Husajn początkowo starał się uniknąć wojny domowej. Nadal sądził, że sojusz z Egiptem i Syrią, a także wspieranie formacji palestyńskich pomoże wygrać nową wojnę z Izraelem i odzyskać Zachodni Brzeg. Miał również na uwadze fakt, że wojsko jordańskie musiało dopiero zostać odtworzone po wojnie sześciodniowej. Dlatego w 1969 de facto pogodził się z opanowaniem przez organizacje palestyńskie obozów dla uchodźców na przedmieściach Ammanu i ich wzmożoną aktywnością na północy kraju. Ostatecznie uznał jednak, że działalność Palestyńczyków przynosi Jordanii większe straty niż korzyści. Latem 1970 palestyńskie formacje ponownie dopuszczały się ataków na urzędników państwowych i jordańską policję, anarchizując sytuację w największych miastach kraju. Możliwość usunięcia Palestyńczyków z Jordanii Husajn omówił z prezydentem Stanów Zjednoczonych Richardem Nixonem podczas swojej oficjalnej wizyty w Waszyngtonie w 1969, uzyskując jego aprobatę.
26 lipca 1970 Jordania zgodziła się na drugi plan pokojowy Williama Rogersa, który zakładał trzymiesięczny rozejm izraelsko-arabski, a także wycofanie się przez Izrael z ziem zajętych w toku wojny sześciodniowej. Takie rozwiązanie całkowicie satysfakcjonowało Husajna, natomiast było nie do przyjęcia dla organizacji palestyńskich. Bojówki palestyńskie w sierpniu 1970 ponownie zorganizowały serię zamachów na jordańskich urzędników, starając się całkowicie opanować sytuację w miastach. 1 września 1970 w Ammanie ostrzelany został konwój samochodów, w którym poruszał się król (nie wiadomo jednak, czy był to zaplanowany zamach). Wydarzenie to ostatecznie przekonało Husajna, że palestyńskie formacje działają na szkodę Jordanii i muszą zostać z niej usunięte.

## Czarny Wrzesień

### Porwanie samolotów pasażerskich. Wojna domowa
6 września 1970 członkowie Ludowego Frontu Wyzwolenia Palestyny dokonali porwania czterech samolotów w Europie i jednego w Bahrajnie (kolejne porwanie zostało udaremnione), a trzy z nich skierowali na pustynne lotnisko Dawson’s Field na terenie Jordanii. Większość pasażerów została uwolniona, jednak 54 z nich Palestyńczycy zatrzymali w Ammanie, zaś puste samoloty wysadzili w powietrze. Akt ten miał być demonstracją siły Palestyńczyków i słabości Jordanii. Również na początku września 1970 wizytę w Jordanii odbyli przywódcy As-Sa’iki, zapewniając, że OWP może liczyć na pomoc syryjską. W Damaszku odbywały się wiece, w czasie których wzywano do walki w obronie Palestyńczyków w Jordanii.
Jedenaście dni po porwaniu samolotów palestyńscy działacze ogłosili w Irbidzie powstanie rządu ludowego. Przywódcy LFWP obwieścili, że na terenie północnej Jordanii powstało wyzwolone terytorium palestyńskie. Król Husajn natychmiast nakazał armii jordańskiej uderzenie na obozy dla uchodźców pod Ammanem, a 16 września ogłosił powstanie rządu wojskowego z Muhammadem Dawudem al-Abbasim na czele. Walki w obozach przeciągnęły się dłużej, niż zakładał król, trwały bowiem jedenaście dni, jednak zgodnie z jego oczekiwaniami zakończyły się całkowitym sukcesem sił rządowych. OWP twierdziła następnie, że w walkach poległo 3,5 tys. Palestyńczyków. Stolica znalazła się pod kontrolą sił jordańskich. W czasie wojny domowej Palestyńczykom udzieliła pomocy Syria, wysyłając im znaczną ilość broni. Celem tej pomocy nie było jednak obalanie monarchii jordańskiej, ale utworzenie przy granicy niewielkiego terytorium palestyńskiego, co mogłoby być punktem wyjścia do rozmów z Husajnem.

### Interwencja syryjska
20 września 1970 dwieście czołgów syryjskich, oficjalnie obsługiwanych przez bojowników OWP, przekroczyło granicę syryjsko-jordańską, pomagając Palestyńczykom ponownie opanować Irbid i Adżlun. Inicjatorem takiej syryjskiej interwencji był Salah Dżadid, przywódca radykalnego skrzydła syryjskiej partii Baas, od zamachu stanu w Syrii w 1966 jeden z najpotężniejszych polityków w kraju. Minister obrony Syrii, Hafiz al-Asad, był przeciwnikiem wysyłania wojsk do Jordanii (godził się jedynie dotąd na przekazywanie broni), co jego zdaniem mogłoby wplątać kraj w wojnę z Izraelem, na którą Syria nie była gotowa. Nie skierował zatem syryjskiego lotnictwa do Jordanii wspólnie z siłami pancernymi, co stało się przyczyną klęski interweniujących, którzy musieli wycofać się po trzech dniach.

### Szczyt w Kairze. Ostateczna klęska Palestyńczyków

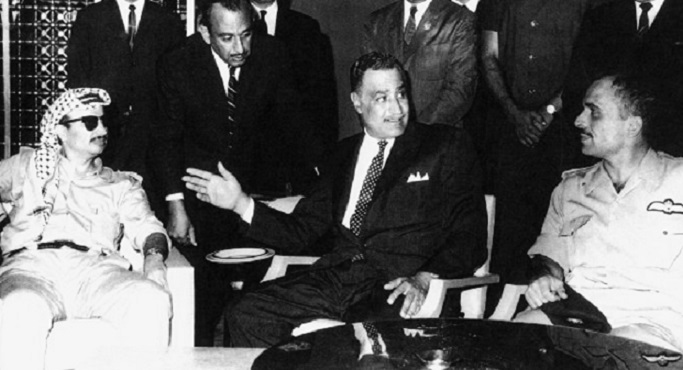
Negocjacje w sprawie porozumienia jordańsko-palestyńskiego. Od lewej Jasir Arafat, Gamal Abdel Naser i król Husajn

W celu załagodzenia konfliktu między przywódcami krajów arabskich prezydent Egiptu Gamal Abdel Naser zorganizował w Kairze szczyt w dniach 22-25 września 1970. Zostało na nim wynegocjowane porozumienie zakładające wycofanie oddziałów zbrojnych z miast jordańskich, zawieszenie broni oraz zwolnienie jeńców; porozumienie to 27 września 1970 podpisali król Husajn oraz Jasir Arafat. Wyrazem dobrej woli rządu miało być powołanie rządu cywilnego na czele z Ahmadem Tukanem. W Ammanie starcia zakończyły się. Dzień po zawarciu porozumienia Gamal Abdel Naser zmarł, co pozbawiło Palestyńczyków egipskiego wsparcia w konflikcie z królem Husajnem.
W takiej sytuacji Husajn polecił armii jordańskiej zlikwidować pozostałe jeszcze palestyńskie obozy zbrojne. W ciągu krótkiego zawieszenia broni Palestyńczycy zdołali jedynie ewakuować ocalałe oddziały na północ kraju. W marcu 1971 Jordańczycy odzyskali kontrolę nad Irbidem, zaś ostatni obóz palestyński w górach Adżlun poddał się po czterodniowym oblężeniu 17 lipca 1971. Palestyńczycy nie mogli już liczyć na pomoc syryjską, gdyż w grudniu 1970 w Syrii doszło do zamachu stanu, po którym władzę w kraju objął Hafiz al-Asad, zmieniając następnie kurs polityki zagranicznej kraju. Syria przyjęła jedynie resztki rozbitych oddziałów palestyńskich z Adżlunu. Inni ocaleli bojówkarze palestyńscy znaleźli schronienie w Libanie.

## Konsekwencje
Wskutek wydarzeń Czarnego Września dotychczasowe struktury wojskowe i polityczne ruchu, zarówno należące do OWP, jak i do konkurujących z nią formacji, zostały w znacznej mierze zniszczone. Jordania przestała być centrum palestyńskiego ruchu zbrojnego, które przeniosło się do Libanu. Równocześnie wśród Palestyńczyków wzmocniło się dążenie do utworzenia własnego państwa, a formacje palestyńskie jeszcze się zradykalizowały, co było szczególnie widoczne w latach 1971–1973. Przejawem tej radykalizacji było utworzenie w 1971 organizacji terrorystycznej Czarny Wrzesień, która swoją nazwą upamiętniała wydarzenia poprzedniego roku. Wojna domowa w 1970 dowiodła również, że jedność arabska była mitem; ugrupowania głoszące panarabizm zachowały jednak pewną popularność wśród Palestyńczyków jeszcze przez kilka lat. W odpowiedzi na zniszczenie palestyńskich oddziałów granice z Jordanią zamknęły Syria i Irak, zaś Algieria zawiesiła stosunki dyplomatyczne z Jordanią.